# Ярослав (Павло) Йосипович Нємец
Ярослав (Павло) Йосипович Нємец (чеськ. Jaroslav Němec; 2 жовтня 1842, Прага, Австрійська імперія — 18 листопада 1898, Прага, Австрійська імперія) — педагог, вчений-помолог, громадський діяч, молодший син чеської письменниці Божени Нємцової.

## Біографія

### Дитинство та молоді роки
Народився у родині політичного діяча Йосифа Нємеца (чеськ. Josef Němec) та чеської письменниці Божени Нємцової. Він був четвертою дитиною в сім’ї (Генек (чеськ. Hynek), Карел, Теодора (чеськ. Theodora), Ярослав (чеськ. Jaroslav)). Маючи неабиякі здібності в малюванні з ранніх років, мати всіляко заохочувала до художньої діяльності. У 1860 р. вступив до Мюнхену у Королівську Баварську Академію образотворчих мистецтв для студіювання академічного живопису.

### Переїзд до Російської імперії. Освітня діяльність
Однак після смерті матері фінансова підтримка Ярослава припинилась, тому закінчити повний курс академії йому не вдалось. Переїздив до Одеси (Російська імперія), де склав іспит на звання вчителя та працював приватним вчителем малювання, підробляючи у фотомайстернях фотографом і ретушером. В 1870 р. поступив на службу до Одеської суспільної Маріїнської гімназії на посаду вчителя чистописання, згодом працював в Одеському реальному училищі.
Цьому періоду життя належать перші спроби пера Я. Нємеца. Він підготував до друку методичний посібник присвячений моделюванню з гіпсу, за що був нагороджений орденом св. Станіслава 3 ст. та грошовою премією від дирекції училища у розмірі 200 руб. Протягом ще кількох років Я. Нємец подає до Головного управляючого Міністерства народної освіти свої праці «Перспективне малювання геометричних форм» (яка була двічі перевидана) та «Школа елементарного малювання», за що у 1881 р. отримав премію від міністерства в розмірі 300 руб. та пропозицію зайняти посаду інспектора Одеського реального училища, а згодом призначено виконувачем обов’язки директора цього ж училища. Неодноразово відзначений подяками як зразковий працівник. Мав ранг статського радника. У 1887 р. «за особливі заслуги та зразкову службу» нагороджений орденом св. Анни 3 ст.
У 1889 р. переводять на посаду директора Рівненського реального училища (м. Рівне Волинська губернія). За зразковий прийом імператора Олександра ІІІ був особисто нагороджений іменним перснем з діамантами. Переведений у 1890 р. на посаду новоствореного Вінницького реального училища (м. Вінниця Подільська губернія). 
Ярослав Нємец відповідав за організацію облаштування закладу, налагодження освітньо-виховного процесу. За дев’ятирічний строк, протягом якого Ярослав Йосипович був директором, було добудовано до основного корпусу ще одне крило з навчальними кімнатами, зведений на подвір’ї навчального закладу двоповерховий будинок для квартир адміністрації та викладачів. Училище мало фізичний, математичний кабінети, відкрито гімнастичну залу, столярну та слюсарну майстерні, побудовано домову церкву. Сам він продовжував викладати малювання та креслення, ініціювавши створення висококласної художньої студії. Спочатку курс викладання в училищі був розрахований на шість років, за клопотаннями Ярослава Йосиповича, вже після його смерті у 1899 р. було відкрито ще додатковий сьомий клас, в якому учнів готували до вступу у технічні вищі навчальні заклади.
Вінницьке реальне училище, яке функціонувало тридцять років (1890–1920) стало центром не тільки освіти в м. Вінниці, але й наукового, культурного, спортивного та громадського життя регіону. Я. Нємецу вдалося згуртувати надзвичайно інтелектуально потужний колектив.

## Наукова діяльність
У свій вінницький період (1890–1898) життя заклав дослідний сад у маєтку своєї дружини та показовий садок на землях реального училища. Там же влаштував метеорологічну станцію. У своєму дослідному саду удосконалював прийоми ягідного виноробства, проводив досліди з акліматизацією нових для регіону Поділля рослин, отриманих з різних куточків світу від видатних помологів, з якими він вів жваве листування. Розводив шляхом щеплення у невеличких розсадниках нові сорти яблунь, груш, персиків, слив. Цей дослідний сад став свого роду дослідною станцією, де він вивчав до 700 сортів яблуні та груші й 300 сортів сливи, вишні та черешні, з яких біля 60 американських. Проводив вивчення деяких сортів щодо подальшого їхнього промислового застосування, як на українських землях, так і в умовах північних широт. За словами відомого тогочасного фахівця із садівництва Миколи Кучінова, який детально обстежував цю галузь в цілому у Російській імперії та Подільській губернії зокрема, сад Нємеца міг похвалитись і багатьма унікальними сортами, розведеними самим власником. Вражає не тільки їх кількість, але й поетичність назв: «Мадам Нємец», «Захоплення Богемії», «Абондандт», «Раннє Ріверса», «Айвенго», «Знайда Гогензатема» та багато інших.
Визнання вченого у фахових наукових колах відбулося після його участі у Міжнародній Виставці Плодівництва, що проходила у 1894 р. у Санкт-Петербурзі. Його досягнення щодо акліматизації сортів плодових дерев були відзначені срібною медаллю. А правління Імператорського Російського Товариства Плодівництва, яке ініціювало виставку, додатково присудило диплом золотого зразка за нові сорти аґрусу, що виведені із насіння, а за ягідні вина — велику срібну медаль.

### «Промислове плодівництво у Північній Америці»
У 1895 р. Міністерство землеробства та державних маєтностей Російської імперії доручило Ярославу Нємецу організацію експедиції для детального аналізу досягнень помологічної справи на американському континенті. Делегування Ярослава Йосиповича у США було не випадковим, адже його наукові інтереси полягали у вивченні американських сортових новинок та проблем переробки фруктів і ягід, про що свідчать відповідні статті на сторінках періодичних фахових видань.
Тримісячне відрядження підкосило здоров’я дослідника, але, незважаючи на хвороби, Я.Й. Нємец підготував масштабний звіт — «Промислове плодівництво у Північній Америці», який вийшов друком у середині літа 1898 р. обсягом 400 сторінок із 233 авторськими малюнками. У своїй рецензії М. Кучінов, зазначав, що ця праця заслуговує особливої уваги вітчизняних плодоводів, адже фахова література Західної Європи не мала аналогів подібного рівня.
У свої праці Я. Нємец висвітлив стан плодівництва у Сполучених Штатах Америки та Канаді, розвиток якого на той час досяг значного рівня. Вражає чіткість рисунків та детальних їхніх описів. Книга складається із 15 глав з плодівництва й окремої глави, присвяченої городнім рослинам та баштанним культурам. Автор досліджує освітні та науково-дослідні установи із садівництва, громадські об’єднання, державні органи, галузеві друковані видання та виставки. Значну увагу присвятив профільним торгівельно-садовим закладам, розплідникам та насіннєвим господарствам. Окремо розглядаються питання організації збору, пакування, продажу плодів, виробництву плодових консервів.
Детально підготовлена праця вражала сучасників не тільки глибиною спеціальних галузевих знань, але й масштабністю узагальнень та аналізом економічних процесів у сільському господарстві Америки порівняно із Російською імперією. Миттєвий розпродаж двохтисячного накладу змусив міністерство землеробства видати цю працю вже наступного року другим виданням.

## Публіцистична робота
Був місцевим кореспондентом від Подільської губернії в журналі «Плодоводство», який видавало Імператорське Російське Товариство Плодівництва. Його публікації сколихнули цікавість подільських господарів та небайдужої громадськості до проблем садівництва та переробки продукції. За його рекомендаціями справа щодо вивчення збуту та переробки садово-городніх культур продовжувалась на базі Подільського товариства сільського господарства та сільськогосподарської продукції, яке було відкрито у 1898 р. та Подільському земельному відділі.

## Смерть
В жовтні 1898 р. Ярослав Нємец від’їжджає до Берліну, де мав отримати курс лікування по причині хвороби очей, від якої він страждав ще із часу поїздки до Америки. Однак, зупинившись у Празі для побачення із близькими, він занедужав на запалення легень і був госпіталізований до лікарні, де помер 18 листопада 1898 р. Похований на Вишеградському кладовищі поряд із своєю матір’ю.

## Родина
Марія Павлівна Нємец (Богуславська) — дружина, певний час продовжувала справу свого чоловіка, беручи участь у місцевих виставках та популяризуючи дослідження вченого на подільських землях. 
Власних дітей не було.
В’ячеслав (Ярослав) Павлович Нємец (1871–1920), племінник, позашлюбний син старшого брата Карла. В ранньому віці був відправлений до Ярослава Йосиповича в Російську імперію на виховання. Садівник за освітою, супроводжував свого дядька під час відрядження до Америки. Продовжував справу дядька в Вінниці.

## Наукові праці
- Немец Я.О. Перспективное рисование геометрических форм. Одесса, 1876. 87 с.: с илл.; 2-е изд. Одесса, 1877. 85 с.
- Немец Я.О. Несколько новых смородин. Вестник садоводства, плодоводства и огородничества. 1889. № 7/9 (июль-август). С. 344–348;
- Немец Я. Груша Идаго. Плодоводство. 1890. № 2. С. 79–82;
- Немец Я. Американские новинки. Принцесса Луиза. Ранняя Вильдера. Плодоводство. 1890. № 12. С. 563–564; 1897. № 3. С. 107;
- Немец Я.О. Японская слива Кельси. Вестник садоводства, плодоводства и огородничества. 1891. № 1. С. 15–19;
- Немец Я.О. Яблоки русские в Америке (кор.). Плодоводство. 1892. № 4. С. 197; 1893. № 1. С. 51, 557;
- Немец Я.О. Сушка плодов и ягод. Практическая и дешевая. Плодоводство. 1893. № 5. С. 256; 1898. № 12. С. 832.;
- Немец Я.О. Заметки о ягодном виноделии. Плодоводство. 1896. № 4. С. 203;
- Немец Я.О. О северо-американских яблоках. Плодоводство. 1897. № 2. С. 102;
- Немец Я. К вопросу о борьбе с вредными насекомыми. Плодоводство. 1898. № 6. С.  398–401;
- Немец Я.О. Заметки о некоторых новых сортах. Ванильная. Плодоводство. 1898. № 8. С. 473;
- Немец Я.О. Об американском плодоводстве. Плодоводство. 1889. № 8. С. 425
- Немец Я.О. Английский крыжовник. Вестник садоводства, плодоводства и огородничества. 1889. № 9 (сентябрь). С. 394–406;
- Немец Я.О. Письменный ящик. Вестник садоводства, плодоводства и огородничества. 1889. № 9 (сентябрь). С. 432.
- Немец Я. Промышленное плодоводство в Северной Америке. Санкт-Петербург, 1898. 388 с. с илл, 1 л. карт.